# Joaquín Caro y Álvarez de Toledo
Joaquín Caro y Álvarez de Toledo (1829-1911) fue un político español, también conocido por su título nobiliario de conde de Peña Ramiro. Diputado y senador, desempeñó en dos ocasiones el cargo de gobernador civil de la provincia de Madrid.

## Biografía
Nació el 16 de noviembre de 1829 en Palma de Mallorca. Contrajo matrimonio con Manuela del Arroyo y Moret en noviembre de 1871; ese mismo año recibió el título nobiliario de i conde de Peña Ramiro. Militante en el Partido Conservador, fue senador del Reino por la provincia de Baleares entre 1877 y 1886.
Diputado en Cortes por el distrito leonés de Villafranca del Bierzo desde 1886, tomó posesión como nuevo gobernador civil de Madrid el 1 de diciembre de 1892 en sustitución de José de Cárdenas Uriarte. Nombrado por el Consejo de Ministros nuevamente como gobernador civil de la capital el 24 de marzo de 1895. Cesado como gobernador y como diputado en septiembre de 1897, fue nombrado entonces senador vitalicio.
Residente en el número 2 de la madrileña calle de la Bola, falleció el 20 de abril de 1911 en Madrid, pocos días después de la amputación de su pierna a causa de un accidente ecuestre.